# Albert Pagels
Albert Pagels ( Klein-Kubitz auf Ummanz, 6 de julio de 1878-Punta Arenas, 20 de julio de 1966) fue un marino alemán. Se dio a conocer por su relación con el SMS Dresden, antes de que buques británicos lo cercaran y provocaran su hundimiento en el Archipiélago Juan Fernández, el 14 de marzo de 1915.

## Originario de la isla de Rügen y marinero innato
Albert Pagels Phnke, nació en Rügen, pequeña isla del mar Báltico, región de Pomerania, Alemania, en la última década del siglo XIX. Por esto, desde que dio sus primeros pasos, estuvo en contacto con el mar, las velas y la pesquería. Era natural que se convirtiera en marinero y lo hizo ingresando a la compañía Sloman.

## Combatiente en el Levantamiento de los Boxers
El año 1900 le aconteció con el grado de contramaestre y veintidós años de edad. El asesinato del embajador alemán en Pekín movilizó a las potencias. Fanáticos chinos cometían terribles excesos contra los extranjeros. Estos nacionalistas eran expertos en artes marciales y fueron bautizados como “boxers”. Pagels combatió contra ellos en la guerra subsiguiente junto a fuerzas internacionales, venciendo y logrando la ocupación de Pekín.

## El capitán «Chucu-Chucu» de Punta Arenas

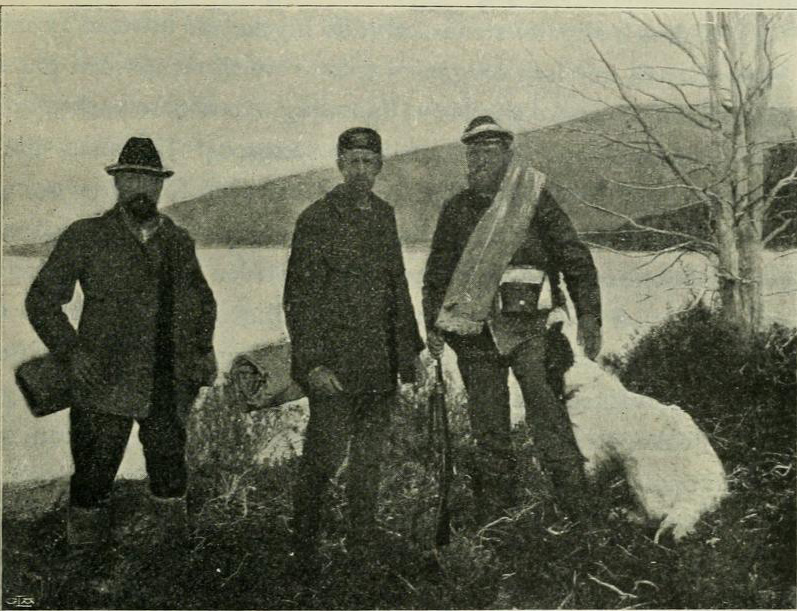
Quensel, Skottsberg y Pagels en la expedición magallánica de 1907.

Después de otras aventuras por Europa, llegó a Punta Arenas en 1903, desempeñándose como pirquinero y trampero, con lo cual reunió dinero para comprar un bote que lo transformó en el primer lanchero a motor de la ciudad a orillas del estrecho de Magallanes. El sonido del motor de parafina monocilíndrico de su embarcación, «chuc-chuc», motivó que la comunidad lo bautizara como el capitán «Chucu-Chucu». En 1912 se casó con Augusta Berndt, hija de colonos alemanes radicados en Llanquihue, de cuyo matrimonio nacieron dieciséis hijos, ocho de los cuales fallecieron. Conocedor de los canales australes, sirvió de guía a importantes exploradores. Entre otros, acompañó al reconocido botánico sueco Carl Skottesberg por la Patagonia, descubriendo a 905 metros de altura el cuerpo de agua dulce que denominarían lago Lovenborg, en Tierra del Fuego.

## El salvador del SMSDresden

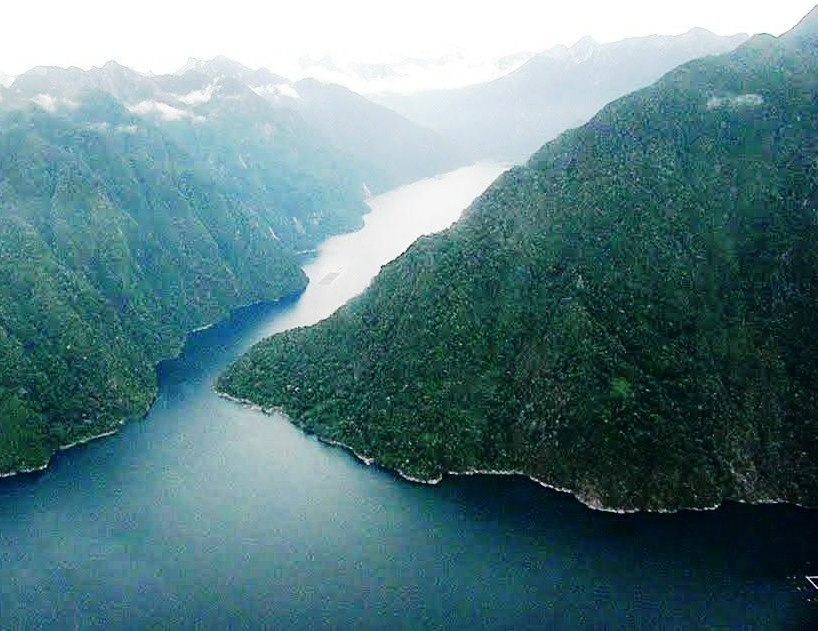
Vista aérea de fiordo Quintupeu, estrecha entrada por la que pasó el crucero SMS Dresden con la ayuda de Albert Pagels.

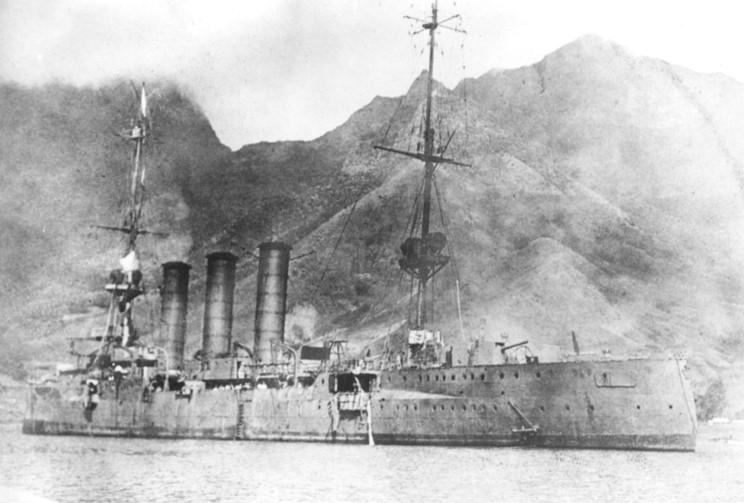
El SMS Dresden momentos antes de ser hundido en bahía Cumberland.

En el año 1914, en los canales magallánicos, ocultó de los barcos ingleses que lo perseguían al buque alemán SMS Dresden. En una maniobra épica, cooperó a mover este barco de guerra de calado importante por estrechos fiordos hasta esconderlo en el estero Quintupeu. Fue en vano que lo amenazaran y le ofrecieran 2 500 libras esterlinas para que delatara su escondite pero él les habría respondido: «No hay oro en el mundo que pueda comprar a un patriota alemán». Fue condecorado con la Cruz de Hierro y, en 1939, viajó a Alemania siendo recibido como héroe. Participó en la guerra dictando conferencias a los jóvenes soldados sobre temas patrióticos. Regresó a Punta Arenas a bordo del vapor Arauco en 1951. Albert “Chucu-Chucu” Pagels falleció en Punta Arenas el 20 de julio de 1966 y sus restos se encuentran sepultados en el cementerio municipal de esta ciudad.

## Su libro y presencia en la historia, la literatura y el cine
Albert Pagels escribió un libro sobre su vida mientras estaba en Alemania, que fue publicado por la editorial Scherl de Berlín. Está redactado en lengua alemana y lleva por título Mein Leben. También, sus hábiles estrategias para ayudar a sus compatriotas están descritas en el libro Tras la estela del Dresden, de María Teresa Parker de Bassi. Por otro lado, en la literatura, su extrovertida personalidad, valor y arrojo quedan bien expuestos en la novela histórica Señales del Dresden, en la que es uno de los personajes principales en la narración del escape del acorazado liviano alemán, perseguido por la flota británica.
Además, aparece como personaje en el film Ein Robinson, de 1940, a cargo del reconocido director alemán Arnold Fanck y en la novela Un Robinson, de Martín Pérez Ibarra, que narra cómo se filmó esa película y la omnipresencia de Albert Pagels en la trama.